# Dieffenbachia humilis
Dieffenbachia humilis är en kallaväxtart som beskrevs av Eduard Friedrich Poeppig. Dieffenbachia humilis ingår i släktet prickbladssläktet, och familjen kallaväxter. Inga underarter finns listade.